# لحشلفة (أولاد زمور)
لحشلفة هو دُوَّار يقع بجماعة تادرت، إقليم جرسيف، جهة الشرق في المملكة المغربية. ينتمي الدوّار لمشيخة أولاد زمور التي تضم دوارين. يقدر عدد سكانه بـ 209 نسمة حسب الإحصاء الرسمي للسكان والسكنى لسنة 2004.

## روابط خارجية
- البوابة الوطنية للجماعات الترابية نسخة محفوظة 12 مارس 2018 على موقع واي باك مشين.
- المندوبية السامية للتخطيط